# 新藤枝站
新藤枝站（日语：／ Shin-Fujieda eki */?）是位於静岡縣志太郡青島町（現時：藤枝市），靜岡鐵道駿遠線的鐵路車站（廢站）。此站是在東海道本線藤枝站的北邊。

## 歷史
- 1913年（大正2年）11月16日 - 大手站至藤枝新之間開通，藤枝新站啟用[2]。當時車站位於鐵道院（即後來的國鐵和JR）藤枝站北邊100米處。
- 1919年（大正8年）- 由於此站與國鐵的轉乘不方便，因此車站遷移至國鐵藤枝站旁（鐵路走線變更）。
- 1937年（昭和12年）7月 - 站舍兼本社的設計拜託了濱松的建築師中村與資平（日语：中村與資平）之建築事務所負責[3]。
- 1938年（昭和13年）10月26日 - 站舍落成啟用（建築工程由藤枝的土木工程公司山口組（日语：山口忠五郎）負責[3]）
- 1956年（昭和31年）1月1日 - 為了紀念在昭和29年，藤枝市升格為市，此站改名為新藤枝站[2]。
- 1964年（昭和39年）9月27日 - 大手站至新藤枝站之間被廢除[2]。為了建設巴士通道，站舍的南邊一半地方被拆毀。
- 1970年（昭和45年）7月31日 - 新藤枝站至大井川站之間被廢除，此站也被廢除[2]。在廢站起的5年，月台被變為靜岡鐵道巴士（日语：しずてつジャストライン）巴士站。
- 1980年（昭和55年）4月15日 - 車站遺址建設了巴士乘車處與停車處[4]。
- 1994年（平成6年）11月3日 - 青島史蹟保存會在車站遺址設置「輕便鐵道駿遠線蹟」[5]。
- 2002年（平成14年）3月 - 巴士停車處範圍縮小。以讓出空間建築由靜鐵建設·靜鐵不動產興建的出售公寓[6]。
- 2015年（平成27年）2月28日 - 隨著進行市區重建項目[7]，市營停車場被關閉[8]。
- 2016年（平成28年）8月20日 - 3號巴士乘車處遷移至環島內[9]。巴士停車處遷移至市營停車場地下。
- 2018年（平成30年）
  - 2月3日 - 市區重建項目竣工[7]。市營停車場變為一座多層停車場[10]。
  - 4月7日 - FUJIEDA mikine開幕[7]。

## 當時的車站
在不同時代，車站佈局有所不同。在全盛時期，此站設有2面3線的港灣式月台。在路線結構上，來自大手站的直通列車前往大井川站和地頭方站方向時，需要在此站掉頭出發（折返式車站）。
在2013年（平成25年），為了紀念藤枝市鄉土博物館25周年，舉行了紀念特別展覽《和風玩具屋》。在展覽中，玩具屋達人小幡耕一製作了1/24的「輕便·新藤枝站周邊的熱鬧（昭和32年）」模型。

## 現狀
新藤枝站遺址變成了靜鐵不動產出售公寓和FUJIEDA mikine。已經看不到車站任何痕跡。另外，駿遠線的替代巴士路線藤枝相良線於藤枝站南口到發。
在社區公園內，青島史蹟保存會設置了「輕便鐵道駿遠線蹟」。在市區重建項目前該紀念碑設置在第2號綠地（現時：市營停車場）。

## 相鄰車站
靜岡鐵道
駿遠線
瀨戶川－新藤枝－高洲
在此站與瀨戶川站之間曾經設有志太站（1957年廢除）和青木站（1919年廢除）。

## 注腳
1. ↑  鉄道停車場一覧：昭和12年10月1日現在 國立國會圖書館數碼化收藏
2. 1 2 3 4  今尾惠介監修《日本鐵道旅行地圖帳 7號 東海》新潮社 31頁
3. 1 2  . . 濱松市立中央圖書館. 1989-09: 5  [2024-07-09]. （原始内容存档于2023-06-08） （日语）.
4. ↑  . 靜岡鐵道株式會社. 1989-04: 164 （日语）.
5. 1 2  . 青島史蹟保存会. 1995-03: 36–37 （日语）.
6. 1 2  .   [2024-07-09]. 原始内容存档于2018-06-23.
7. 1 2 3 4  . 株式会社まちづくり藤枝.   [2021-05-16]. （原始内容存档于2023-12-11） （日语）.
8. ↑  .   [2024-07-09]. 原始内容存档于2015-11-17.
9. ↑  .   [2024-07-09]. 原始内容存档于2016-08-17.
10. ↑  .   [2024-07-09]. 原始内容存档于2020-11-25.
11. ↑  新井清彦. . 機藝出版社（日语：機芸出版社）. 2022-05-20: 33. ISBN 978-4905659211 （日语）.
12. ↑  . 藤枝市鄉土博物館.   [2021-05-17]. （原始内容存档于2024-07-09） （日语）.
13. ↑  藤枝の教育2014PDF－61頁

## 相關項目
- 日本鐵路車站列表 Shi